# Omphaloscelis neurodes
Omphaloscelis neurodes là một loài bướm đêm trong họ Noctuidae.